# Dave Turmel
Pour les articles homonymes, voir Turmel.
Vous pouvez aider à l'améliorer ou bien discuter des problèmes sur sa page de discussion.
- Son texte doit être wikifié : il ne correspond pas à la mise en forme Wikipédia (style, typographie, liens internes, liens entre les wikis, etc.). (Marqué depuis février 2024)
- Il n’est pas rédigé dans un style encyclopédique. (Marqué depuis février 2024)

Dave Turmel dit Pic, né le 3 mai 1996 à Lévis, est un criminel québécois.
Il est à la tête du Blood Family Mafia (BFM), un gang de rue d’allégeance rouge qui se livre à du trafic de drogue ainsi que diverses activités criminelles et est présentement impliqué dans une guerre des stupéfiants avec les Hells Angels.
La police fiche BFM comme étant l’un des 80 groupes criminels les plus actifs et  dangereux dans la province.
Selon un reportage d’enquête diffusé le 16 février 2024 dans l’émission JE sur la chaîne québécoise LCN, Turmel est présentement en exil au Portugal en Europe et ce depuis l’été 2023.
À la fin du mois d'août 2024, Dave Turmel est officiellement inscrit sur la liste des 10 criminels les plus recherchés du Québec. Il fait également objet d'un mandat d'arrestation international.
La tête de Dave Turmel est officiellement mise à prix pour 500 000 $. Selon plusieurs observateurs du milieu, il s'agit d'un des plus gros contrat de meurtre jamais offert dans l'histoire du monde interlope au Québec.
Dave Turmel est arrêté en Italie le 27 mars 2025’.

## Carrière criminelle
En mai 2014 alors qu’il est âgé de 18 ans depuis quelques heures seulement, il se dispute avec des individus lors d’une sortie au bar et poignarde deux de ceux-ci. Le premier est atteint aux côtes et à la hanche tandis que le second est atteint au poumon. Dave est arrêté et condamné plus tard à 3 ans de pénitencier. En prison, les gardiens lui saisissent un objet contondant, un pic artisanal qu’il a fabriqué lui-même.
En 2018, il est arrêté pour avoir menacé un homme avec un bâton de baseball.
En mars 2019, Pic retourne en prison après avoir été arrêté avec un pistolet de calibre .45 chargé. Il est libéré après 12 mois.
En juillet 2023, dans le cadre du projet MALSAIN de la Sûreté du Québec, Dave et six autres de ses complices sont recherchés par la police pour du trafic de stupéfiants. Cependant, Turmel et un autre homme avaient déjà quitté le pays.
Selon des rapports policiers, Dave Turmel aurait également amené plusieurs femmes à se prostituer dans plusieurs villes canadiennes telles que Toronto, Winnipeg et Ottawa. Il n’a cependant jamais été accusé de proxénétisme.
En mars 2025, il termine une cavale de plus de 600 jours suite à son arrestation en Italie.

## Origine du conflit avec les Hells
Un violent conflit sévit depuis le printemps 2023 dans la province. Selon la police, il s’agit de la plus grave crise de sécurité publique depuis la guerre des motards qui a sévi de 1994 à 2002. Les Hells Angels ayant la main mise sur le trafic de stupéfiants partout dans la province, les trafiquants indépendants comme Pic doivent payer une redevance de 10% sur les sommes amassées pour être autorisés à vendre sur le territoire.
Dave Turmel est également suspecté d’avoir volé une cargaison de 20kg de cocaïne dans une cache de drogue appartenant au Hells Angels du chapitre de Québec’.
Pic refuse de payer cette redevance à son fournisseur de drogue Mathieu Pelletier, membre des Hells Angels et fils de l’un des fondateurs du chapitre Québec City des Hells, Marc Pelletier,.
Alors qu’il inspecte son véhicule, Pic découvre une balise GPS sous celui-ci. Il soupçonne alors Mathieu Pelletier d’être derrière la pose de l'engin. Turmel est pris de panique et s’exile au Portugal vers l’été 2023. Il réussit par le fait même à échapper à la police qui voulait l’arrêter dans le cadre de l’enquête MALSAIN.
Un nombre d’événements violents se sont enchainés dans les régions de la Capitale-Nationale et Chaudière-Appalaches. Ils sont tous liés à ce conflit selon les autorités policières.
Début mars 2023, la maison de Mathieu Pelletier est ciblée par des coups de feu.
Un ex-membre des Hells-Angels qui avait toujours de l’influence dans le milieu et qui agissait à titre de percepteur de taxes pour le compte des motards est assassiné chez lui. Michel « Doune » Guérin est tué par balles à sa résidence en novembre 2023. Il était mandaté par les Hells pour « régler » cette chicane.
Un commerce de fabrication d’armoires où Guérin travaillait comme contremaître est visé par un incendie criminel dans les jours précédant son assassinat.
Des commerces de voitures liés à un membre influent du chapitre de Québec des Hells sont visés par des incendies.
La voiture et la maison d’un rappeur également motard criminalisé sont incendiés.
Des mini-entrepôts ayant des liens avec les Hells sont incendiés.
Un bar de danseuses entretenant des liens avec les motards est incendié.
À deux jours d’intervalle, les repaires des Hells Angels à Frampton et à Hérouxville sont visés par des coups de feu.
Des meurtres sont commis : Michel Guérin, Alain Charbonneau, Kevin Plante-Ménard et Ali Bolduc-Chouabi sont tués. Tous les meurtres ont un lien de près ou de loin avec ce conflit.[réf. nécessaire]
Des individus armés liés à Pic Turmel sont arrêtés au terme d’une poursuite policière sur l’autoroute 73, soupçonnés de préparer un assassinat.
Des individus liés à un club-école des Hells incarcérés dans une prison du Québec sont agressés par des membres du BFM.
Vingt-cinq personnes sont avisées par les policiers de la Sûreté du Québec que des informations circulent laissant croire que leur vie pourrait être en danger. Michel « Doune » Guérin en faisait partie. Il est prévenu par la police quelques jours seulement avant son assassinat.
Le 19 février 2024 à Saint-Malachie, des personnes liées à Turmel organisent une prise d'otage et blessent trois personnes associées aux Hells. Un des assaillants lié à Dave Turmel se fait tuer dans son sommeil par sa victime qui a réussi à se défaire de ses liens. Une partie des crimes est filmée puis diffusée sur Internet,.

## Analyse
(février 2024).
Le journaliste spécialisé en affaires criminelles Daniel Renaud explique froidement la raison du succès de la rébellion menée par Dave « Pic » Turmel: les Hells Angels, au Québec, sous-traitent depuis des années la gestion directe de leur territoire aux gangs de rues. Ils craignent la police, ayant fait de la prison dans la foulée de la guerre des motards. En bref, ils n'ont plus ce caractère semi-insurrectionnel qui les a marqué pendant les années de Maurice Mom Boucher, s'étant « embourgeoisés ». Au fil du temps, les gangs de rues ont développé leurs propres compétences, au point d'importer eux-mêmes leurs marchandises, diminuant leur dépendance aux motards. Tout cela a créé les conditions parfaites pour une rébellion. Ceux qui attaquent des gardiens de prison, et donc le système, sont désormais les hommes de Dave « Pic » Turmel.

## Arrestation et extradition
En cavale depuis un peu plus de 600 jours, c’est finalement à Rome en Italie que Dave Turmel a été arrêté dans un appartement par les forces policières italiennes. Il n’aurait pas résisté à son arrestation. Puisque le Canada et l’Italie ont signé un traité d’extradition depuis 2010, Turmel sera éventuellement rapatrié au Québec pour faire face à la justice.

### Circonstances de l’arrestation
Dave Turmel aurait été ciblé par la police d’état, la Polizia di Stato à la suite d’informations reçues par le SPVQ. Un collaborateur proche de Dave Turmel motivé par la récompense de 250,000$ aurait fournis divers informations assez précises pour mettre les autorités québécoises sur la piste de Turmel en Italie.
Lors de son arrestation, il a fourni des fausses pièces d’identités au nom de Sébastien Ménard Dumas.
Il avait en sa possession un faux passeport canadien, un faux permis de conduire du Québec, deux téléphones cellulaires, des cartes SIM ainsi que du haschich en petite quantité. 
Il est détenu à la prison Regina Cœli dans le quartier Trastevere en attente de son extradition.